# Pha Bang
De Pha Bang (betekenis: groot heilig beeld) is een gouden Boeddhabeeld geschonken door de Khmer aan koning Fa Ngum van Lan Xang, een voorganger van het huidige Laos.
Het beeld is 83 cm hoog. Het gewicht wordt geschat op 43 tot 55 kg. Volgens de legende is het beeld gemaakt in de 1e eeuw na Christus in Sri Lanka en is het als gift aan de Khmer koning Phaya Sirichantha gegeven. Deze heeft het beeld op zijn beurt gegeven aan koning Fa Ngum in 1359. Het diende als een bevestiging van de onafhankelijkheid van Lan Xang. Fa Ngum bracht het beeld onder in een tempel in de stad Meuang Xieng Thong (Gouden Stad), de hoofdstad van Lan Xang.
Ter ere van dit beeld werd de naam van de hoofdstad veranderd in Luang (Koninklijke) Pha Bang.
Het beeld is tweemaal door de Siamezen geroofd en afgevoerd naar Thailand, in 1779 en 1827. Koning Rama IV heeft het beeld uiteindelijk in 1867 teruggegeven. Het staat nu in het Koninklijk-paleismuseum (Haw Kham, "de gouden hal") in Luang Prabang.
Tot vandaag de dag aan toe is dit beeld het meest vereerde religieuze symbool van Laos. Voor Laotianen symboliseert dit beeld de onafhankelijkheid van hun land. Een replica wordt ieder jaar getoond tijdens het Laotiaans Nieuwjaar.
Aanhoudende geruchten zeggen dat het beeld in het museum een replica is en dat het origineel in een kluis is opgeborgen in Vientiane of Moskou.